# Adres w sercu
Adres w sercu – pierwsza ballada rockowa zespołu IRA pochodząca z debiutanckiej płyty, wydanej w grudniu 1989 roku. Została zamieszczona na czwartej pozycji na krążku. Trwa 4 minuty i 14 sekund i jest drugim co do długości utworem znajdującym się na płycie.
Tekst utworu opowiada o pewnym samotnym mężczyźnie, który traci pewność, że warto dla kogoś w ogóle żyć, po tym jak się rozstał ze swoją dziewczyną. Autorem tekstu są wokalista grupy Artur Gadowski oraz – ukrywający się pod pseudonimem Andrzej Senar – tekściarz Janusz Kondratowicz. Utwór Adres w sercu jest pierwszą w kolejności balladą zamieszczoną na debiutanckim krążku. Początkowo utwór utrzymany jest w delikatnym "balladowym" brzmieniu, dopiero od 2 minuty i 14 sekundy utwór staje się mocniejszy. Kompozycja posiada także solówkę gitarową w wykonaniu gitarzysty Kuby Płucisza, który jest także kompozytorem utworu.
Adres w sercu był jedną z pierwszych, obok utworu Zostań tu, piosenek w dorobku debiutującego wówczas zespołu. Grany był bardzo często na koncertach, szczególnie pod koniec lat 80. XX wieku, gdzie zespół występował na wielu różnego rodzaju przeglądach muzycznych. Utwór wszedł także w skład piosenek zarejestrowanych jesienią 1993 roku w warszawskim studiu S-1, przy okazji nagrywania materiału na płytę koncertową. Podczas tego koncertu utwór trwa 4 minuty i 9 sekund, i jest o 5 sekund krótszy od wersji studyjnej.
Od momentu reaktywacji grupy, pod koniec 2001 roku, utwór został zagrany jedynie kilka razy. Mimo nalegań ze strony fanów, utwór nie jest obecnie w ogóle grany na koncertach.

## Adres w sercu na koncertach
Utwór regularnie grany był na koncertach w 1988 roku, oraz podczas trasy koncertowej po Polsce oraz ZSRR, promujących płytę IRA w 1989 i 1990 roku. Wraz z utworem Zostań tu, Adres w sercu grany był także często podczas koncertów w 1991 oraz 1992 roku, przy okazji promocji płyty Mój dom. Znalazł się także na koncertowej płycie IRA Live z 1993 roku. Na koncertach w 1994 oraz 1995 roku, utwór bardzo rzadko pojawiał się w setlistach. Po reaktywacji grupy, pod koniec 2001 roku, utwór został  zagrany sporadycznie kilka razy.
Artur Gadowski o utworze "Adres w sercu":
"To jedna z naszych pierwszych piosenek. Może będę zarozumiały, ale ten tekst naprawdę mi się podoba. Jest wiele, z których nie jestem do końca zadowolony. Natomiast ta jest świetna w 100%. Czuję do niej ponadto pewien sentyment. Zrobiliśmy ją tak dawno, jeszcze jako nieznana nikomu grupa. Graliśmy ją na próbach w smutnym mieście, gdzie jedynymi słuchaczami były cztery ściany naszej kanciapy..."

## Twórcy
IRA
- Artur Gadowski – śpiew, chórki
- Wojciech Owczarek – perkusja, chór
- Kuba Płucisz – gitara
- Dariusz Grudzień – gitara basowa, chór
- Tomasz Bracichowicz – instrumenty klawiszowe

Produkcja
- Nagrywany oraz miksowany: listopad 1989 w CCS Studio w Warszawie
- Producent muzyczny: IRA
- Realizator nagrań: Jarosław Regulski
- Aranżacja: Kuba Płucisz
- Tekst piosenki: Artur Gadowski, Andrzej Senar
- Zdjęcia wykonali:  Marek Kotlimowski, Andrzej Stachura, Tadeusz Szmidt
- Wytwórnia: Pronit